# 구라모토 스미레
구라모토 스미레(일본어: 倉本 すみれ, 2001년 9월 14일~)는 일본의 AV 여배우이다. 《FANZA》가 발표한 2023년 상반기 AV여배우 순위 11위를 기록했다.